# Eric Brown (sztangista)
Eric Brown (ur. 27 kwietnia 1969) – sztangista z Samoa Amerykańskiego, olimpijczyk, uczestnik mistrzostw świata. Medalista mistrzostw Oceanii i mistrzostw Australii i Oceanii.

## Mistrzostwa Świata
W 1993 r. na mistrzostwach w Melbourne, Brown startował w kategorii do 91 kg. W rwaniu pierwszą próbę na 135 kg miał udaną, następną na 140 kg spalił, natomiast ostatnią próbę na 140 kg miał udaną. Rwanie zakończył na 14. miejscu. W podrzucie natomiast, wszystkie próby (170 kg, 175 kg, 177,5 kg) zaliczył; w podrzucie był sklasyfikowany na 13. miejscu; z wynikiem 317,5 kg w dwuboju zajął 13. miejsce (do zawodów przystąpiło 21 sztangistów). Był to jego jedyny występ na mistrzostwach świata.

## Igrzyska olimpijskie
Brown dwukrotnie startował na igrzyskach olimpijskich. Na igrzyskach w Barcelonie startował w kategorii do 90 kg. W rwaniu zaliczył tylko jedno podejście (pierwsze na 125 kg), natomiast dwa następne (130 kg, 132,5 kg) spalił. W podrzucie zaliczył tylko pierwszą próbę na 157,5 kg, dwie następne na 165 kg miał nieudane. W dwuboju osiągnął 282,5 kg, co dało jemu jednak ostatnie miejsce wśród zawodników, którzy ukończyli zawody).
Na igrzyskach w Atlancie startował w kategorii do 91 kg. W rwaniu zaliczył pierwszą próbę na 145 kg oraz drugą na 150 kg, trzecią na 155 kg miał nieudaną. W podrzucie zaliczył tylko drugą próbę na 180 kg, pierwszą na 180 kg oraz trzecią na 185 kg spalił. W dwuboju osiągnął 330 kg, co dało mu 22. miejsce (na 24 zawodników, którzy ukończyli zawody).

## Inne
Eric Brown jest trzykrotnym złotym medalistą mistrzostw Oceanii (w 1994 r. w kategorii do 91 kg, w 1996 r. w kategorii do 91 kg, w 1998 r. w kategorii do 94 kg) a także mistrzem Australii i Oceanii z 1996 roku (w kategorii do 91 kg).